# Neotropius
Neotropius es un género de peces actinopeterigios de agua dulce, distribuidos por ríos y lagos del sur de Asia.

## Especies
Existen tres especies reconocidas en este género:
- Neotropius acutirostris (Day, 1870)
- Neotropius atherinoides (Bloch, 1794)
- Neotropius khavalchor Kulkarni, 1952